# 대구강서소방서
대구강서소방서(大邱江西消防署, Daegu Gangseo Fire Station)은 대구광역시 달서구 일부와 달성군 일부를 관할하는 대구광역시 소방안전본부 산하의 소방서이다.
소방서장은 소방정으로 보한다.

## 조직
| - 소방행정과 - 행정안전팀 - 예산장비팀 | - 예방안전과 - 예방홍보팀 - 안전지도팀 | - 대응구조과 - 대응관리팀 - 구조구급팀 | - 현장지휘단 - 현장지휘1 - 현장지휘2 - 현장지휘3 |

## 관할센터 및 관할구역
대구강서소방서는 5개의 119안전센터와 1개의 구조대를 산하에 두고 있다.
| 명칭                     | 사진 | 주소                         | 관할구역                                | 지역대        |
| ------------------------ | ---- | ---------------------------- | --------------------------------------- | ------------- |
| 다사119안전센터          |      | 달성군 다사읍 달구벌대로 920 | 달서구 파호동, 신당동 일부, 다사읍 일부 |               |
| 성서119안전센터          |      | 달서구 성서로 357            | 달서구 이곡1·2동, 신당동                |               |
| 죽전119안전센터          |      | 달서구 와룡로 222            | 달서구 죽전동, 감삼동, 용산1·2동        |               |
| 대천119안전센터          |      | 달서구 달서대로58길 129      | 달서구 장기동 일부, 월성1·2동 일부      |               |
| 매곡119안전센터          |      | 달성군 다사읍 달구벌대로 753 | 달성군 다사읍 일부, 하빈면              | 하빈119지역대 |
| 대구강서소방서 119구조대 |      | 달성군 다사읍 달구벌대로 920 | 대구광역시 달서구 일부, 달성군 일부     |               |

## 논란
명칭을 놓고 달서구 성서지역 주민들은 '대구성서소방서'를, 소방서가 신축되는 달성군 다사읍 주민들은 '대구다사소방서'를 주장해 마찰이 있었다. 본래 2010년 여론조사에서 84.6%가 '대구성서소방서'를 선호해 이 명칭으로 결정되었으나, 소방서의 관할구역 70%가 달성군이라며 달성군 다사읍주민들과 하빈면주민들이 반발해 명칭 선정에 난항을 겪다 명칭선정자문위원회를 거쳐 '대구강서소방서'로 결정되었다.

## 같이 보기
- 대한민국 소방청
- 대한민국의 소방
- 소방관 계급